# Leon Jezierski
Leon Jezierski (ur. 11 kwietnia 1915 w Pińczowie, zm. ?) – polski księgowy i działacz polityczny, poseł na Sejm PRL III kadencji.

## Życiorys
W 1939 ukończył studia na Akademii Handlu Zagranicznego we Lwowie, po czym podjął pracę w charakterze księgowego w Polskim Towarzystwie Handlu Kompensacyjnego w Warszawie. W czasie okupacji niemieckiej pracował dla Związku Plantatorów Tytoniu (również w charakterze księgowego). Po zakończeniu II wojny światowej zatrudniony w starostwie powiatowym w Pińczowie, a później w Oddziale Wojewódzkim Banku Rolnego w Kielcach (jako naczelnik wydziału oraz zastępca dyrektora). Aktywny w Stronnictwie Demokratycznym od 1947, w 1957 objął obowiązki sekretarza Wojewódzkiego Komitetu w Kielcach. Przez długi okres zasiadał w Radzie Naczelnej i Centralnym Komitecie. W 1961 uzyskał mandat posła na Sejm PRL w okręgu Kielce, pracował w Komisji Handlu Zagranicznego. 